# Falsoarthroconus nocturnus
Falsoarthroconus nocturnus is een keversoort uit de familie zwartlijven (Tenebrionidae). De wetenschappelijke naam van de soort is voor het eerst geldig gepubliceerd in 1955 door Zoltán Kaszab.